# Кувейт
Куве́йт (араб. كويت), офіційна назва Держа́ва Куве́йт (араб. دولة الكويت; Дауля́т ель-Куве́йт) — країна в південно-західній Азії, що межує на північному заході з Іраком, півдні й південному заході з Саудівською Аравією, на сході омивається Перською затокою. Кувейту належать також близько десятка невеликих островів.

## Географія

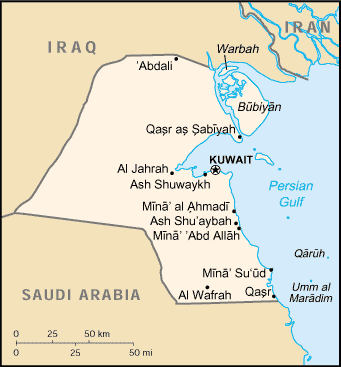
Карта Кувейту

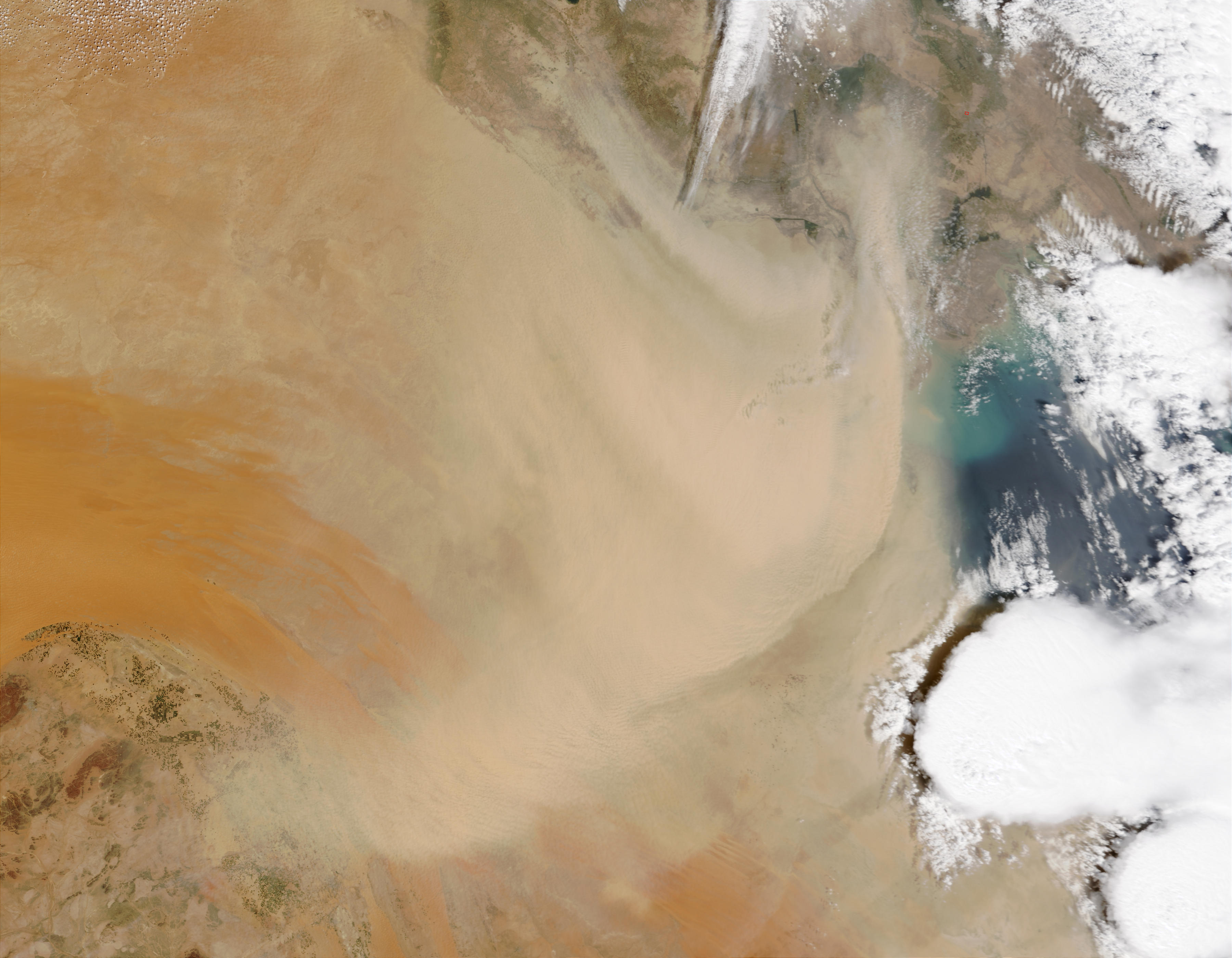
Піщана буря у Кувейті, квітень 2003 року

Територія Кувейту належить до Східно-Аравійської берегової рівнини, що має пологий схил у бік Перської затоки. Це низовинна пустельна рівнина, кам'яниста на півночі, піщана на півдні. На сході територію перетинають глибокі каньйони — вади. Узбережжя облямоване піщаними косами й лагунами. Низовинна прибережна смуга рясніє солончаками, які в сезон дощів перетворюються в солоні озера «себха». Клімат тропічний, сухий. Річок з постійним стоком немає.

### Водні ресурси
Кувейт не має постійних річок. У нього є кілька ваді, найбільшим з яких є Ваді Аль-Батін, який утворює кордон між Кувейтом та Іраком. Із опадами Кувейт отримує не більше ніж 110 мм опадів на рік. Від 90 % а за іншими даними до 99 % прісної води у Кувейті отримують шляхом опріснення, що у місцевому виконанні є енергомістким процесом, який сильно залежить від нафти.
Станом на 2019 рік всі установки по опрісненню води у Кувейті перебувають у держвласності та управляються урядом, ним же субсидуються. Однак, робиться акцент на створенні нових установок для опріснення у державно-приватному партнерстві. Для кінцевого споживача опріснена вода субсидована у 12,5 разів від її реальної вартості.
Кувейт покладається на опріснення води як основне джерело прісної води для пиття та побутових потреб, так, станом вже на 1994 рік налічувалось 6 заводів з опріснення морської води, у 2015 їх було вже 7. Кувейт був першою у світі країною, де було застосовано опріснення для постачання води для широкомасштабного побутового використання. Історія опріснення в Кувейті бере свій початок з 1951 року, коли було введено в експлуатацію першу дистиляційну установку.
Ресурси прісної води Кувейту обмежені ґрунтовими водами, знесоленими морськими водами та очищеними стічними водами. Утилізацією побутових стічних вод займається національна каналізаційна мережа, яка охоплює 98 % об'єктів у країні.
Об'єм забору підземних вод станом на 2015 рік становив 255 млн м³ на рік, що в 12 разів перевищує річний приплив ґрунтових вод з опадів, підвищує їх солоність та обумовлює технічне використання. Забір води з водоносних пластів не обкладається податком, що породжує нераціональне водокористування. Об'єм опріснення по максимальній щоденній виробничій потужності — 2,432 млн м³. Забезпечення всієї водопотреби лише опрісненням ставиться як важка економічна неминуча задача, що потребує диверсифікації сировинної економіки у найближчому майбутньому.

## Історія
Місто Ель-Кувейт (столиця країни) було засноване в 1613 році. У XVIII ст. воно було захоплене групою кланів бедуїнського племені аназа, що переселилося до берега Перської затоки з Неджда (попередник Саудівській Аравії) і Катарського півострова. Окремі клани об'єдналися в плем'я Бану-Утуб. Назва племені походить від арабського Атабей іля аш-Шамаль («повернули на північ»). Там вони заснували перше поселення Бану-Халід на південь від гирла Тигра, на чолі якого в 1762 встав перший емір Кувейту Сабах I. Займаючи вигідне положення на березі природної гавані Перської затоки, Бану-Халід став великим портом. Були встановлені торгові маршрути з Алеппо, Багдадом і османськими містами. Основними статтями експорту стали перли, коні, спеції та кава. Торгівля перлами регулювалася великими купцями, серед яких була в тому числі сім'я ас-Сабах.
Незабаром Кувейт став предметом суперечки між британцями та османами. Формально Кувейт перебував під управлінням Османської імперії, проте його економічні зв'язки з сусідніми арабськими Еміратами були набагато розвиненіші, ніж з османськими містами. Невизначений статус Кувейту і його небажання допускати османських чиновників на кувейтську територію призвів до османського військового вторгнення в Кувейт в 1871 році. Вторгнення провалилося, а емір знайшов підтримку з боку Британії. У 1875 році Кувейт був включений у вілаєт Басра — однак османська влада так і залишилася чисто номінальною. Британський вплив у Кувейті було обумовлено комерційною та стратегічною зацікавленістю в ньому Британії, зважаючи на його близькість до Британської Індії.
У 1890-ті р., у зв'язку з британо-німецьким суперництвом на Близькому сході та появою планів будівництва Багдадської залізниці, кінцевим пунктом якої повинен був стати Кувейт, шейхство перетворюється на об'єкт міждержавної боротьби. Велика Британія організувала в травні 1896 державний переворот, під час якого шейх Мухамед був убитий і до влади прийшов шейх Мубарак. У 1897 р. у Кувейті була розміщена британська військово-морська база, що викликало протест з боку Османської імперії, однак на нове вторгнення османи не наважилися.

### Британський протекторат
23 січня 1899 року між Кувейтом і Британією був укладений договір, згідно з яким контроль за зовнішньою політикою і безпекою Кувейту переходив до Великої Британії. В обмін на це Британія зобов'язалася утримувати королівську сім'ю. У 1911 емір Кувейту Мубарак ас-Сабах різко підвищив податки на експорт перлів, через що більшість купців перестали торгувати перлами, а потім і всім іншим, через порти Бахрейну. Це викликало в країні економічну кризу, тоді Мубарак приніс публічні вибачення за «помилкову економічну політику» і повернув податки на колишній рівень.
27 жовтня 1913 р. шейх Мубарак підписав зобов'язання про надання Великій Британії монопольних прав на розробку нафти в Кувейті. У 1914 році британський уряд підписав договір, за яким Кувейт вважався «Незалежним князівством під британським протекторатом». Після закінчення Першої світової війни та остаточного розгрому Османської імперії протекторат Британської імперії над Кувейтом отримав міжнародне визнання. У 1920 р. Кувейт вступив у прикордонну війну з державою саудитів. У 20-х рр. торгівля перлами перестала приносити дохід, що було пов'язане з винаходом штучних перлів. Кувейт став однією з найбідніших держав світу, що ще більше посилило його залежність від Британської корони.
1927 р. були остаточно визначені межі Кувейту, що збереглися донині (за винятком саудівсько-кувейтської нейтральної зони).
У 1930-ті роки були відкриті нафтові родовища Кувейту.
22 червня 1941 року, в день нападу Німеччини на Радянський Союз, Британія розмістила в Кувейті (а також в Іраку) великий військовий контингент. У серпні британці спільно з радянськими військами зайняли Іран. Останні британські солдати покинули територію Кувейту влітку 1961.

### XX—XXI століття
У 1970-1980-ті роки завдяки експорту нафти Кувейт перетворився в одну із найбагатших держав світу. Рівень життя в цій країні став одним з найвищих у світі. Однак з сусідами Іраком і Саудівською Аравією у Кувейту довгий час залишалися напружені відносини. Найважче було з Іраком, який взяв курс на анексію емірату. 25 червня 1961 року прем'єр-міністр Іраку Касем заявив, що Кувейт — невіддільна частина Іраку, а його правитель призначається префектом округу Кувейт провінції Басра. Щоб запобігти анексії нової держави, до Кувейту був терміново перекинутий британський десант з 5-7 тис. військових, який залишив територію лише до 10 жовтня після того, як в емірат були введені збройні сили ЛАД.

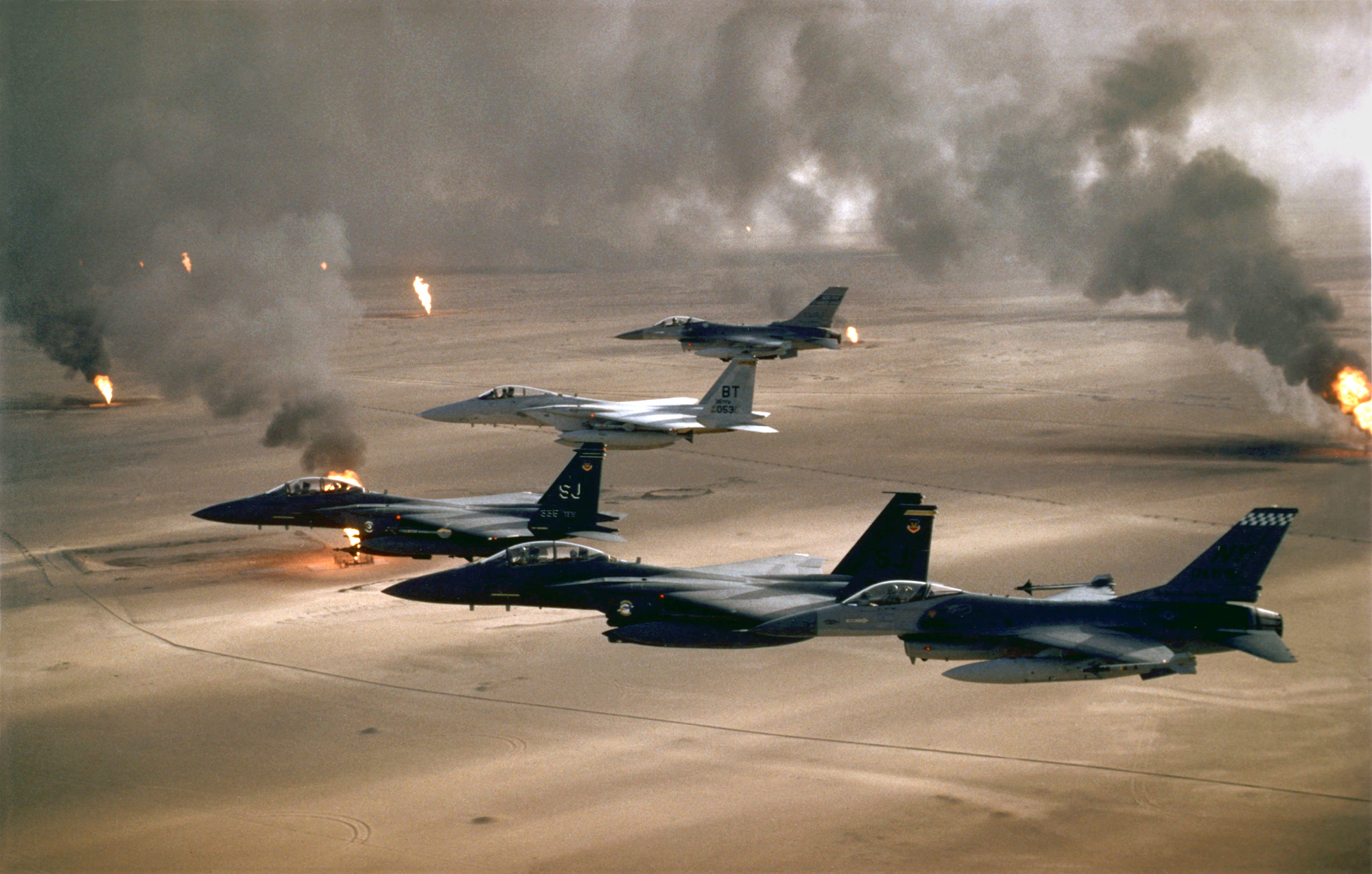
Літаки ВПС США над палаючими нафтовежами Кувейту

У 1970-ті роки територіальне розмежування з сусідами знову поновило конфліктні ситуації. У 1977 році саудівська армія окупувала спірні острови Кару та Умм-ель-Марадім, де кувейтські війська та місцеве населення змушені були залишити острови. Водночас Ірак зайняв іншу спірну територію — острови Варба і Бубіян, але запропонував Кувейту здати острови йому в оренду на 99 років.
У 1980-х роках, побоюючись поширення хвилі ісламської революції, Кувейт підтримав Ірак в ірано-іракській війні. Незважаючи на підтримку, надану Іраку Кувейтом, 2 серпня 1990 року Саддам Хусейн окупував емірат. 7 серпня маріонетковий «Тимчасовий уряд вільного Кувейту» проголосив Республіку Кувейт на чолі з Алаа Хусейном Алі в якості прем'єр-міністра. Наступного дня мешканцям емірату було оголошено про те, що чинний уряд звернувся до Іраку з проханням про входження Кувейту до складу держави. 28 серпня Кувейт був оголошений 19-ю провінцією Іраку під назвою «Аль-Саддама».
Ці події привели до перебоїв нафтового постачання імпортерам кувейтської продукції. США створили міжнародну коаліцію і в ході військової операції (січень — лютий 1991 року) звільнили Кувейт. Відступаючи на північ, іракські війська застосовували тактику випаленої землі, підпалюючи нафтові вежі та підриваючи нафтопроводи. Результатом цього емірат зазнав вагомих збитків — до 30-50 млрд доларів, що також викликало екологічну катастрофу. Незважаючи на повне розорення Іраком, Кувейт за кілька років відновив економічний стан країни.

## Населення

### Мовний склад
- Арабська мова — 78 %;
- Курдська мова — 10 %;
- Мова фарсі — 4 %.

## Адміністративний поділ
Кувейт поділений на 6 провінцій, котрі своєю чергою діляться на райони.
| Ель-Ахмаді        | Ель-Ахмаді        | 5 120  | 393 861 |
| Ель-Асіма         | Ель-Кувейт        | 200    | 261 013 |
| Ель-Фарванія      | Ель-Фарванія      | 190    | 622 123 |
| Ель-Джахра        | Ель-Джахра        | 12 130 | 272 373 |
| Хаваллі           | Округ Хаваллі     | 84     | 487 514 |
| Мубарак аль-Кабір | Мубарак аль-Кабір | 94     | 176 519 |

## Економіка

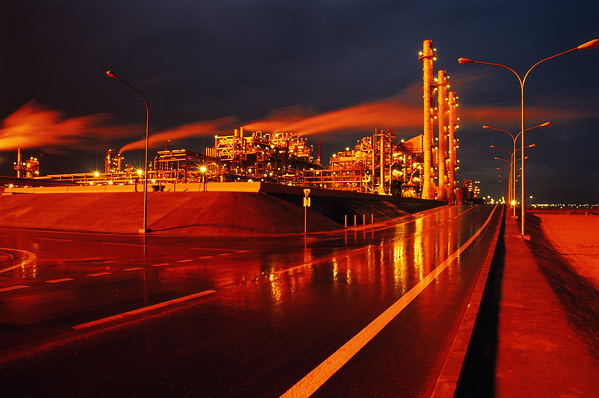
Нафтопереробний завод у Міна-ель-Ахмаді

Основні галузі промисловості: нафтова і нафтохімічна, конструкційних матеріалів, гірнича, харчова. У структурі ВВП на частку нафтової промисловості припадає 45 %. Транспорт автомобільний та морський. Тоннаж танкерів 2,7 млн тонн (1982). У Кувейті функціонують шість морських портів, з яких найбільші — Ель-Кувейт і Міна-ель-Ахмаді, що є основним портом експорту нафти. Розвинене авіаційне сполучення, як внутрішнє, так і міжнародне, діють 8 аеропортів. Крім того, налагоджене вертолітне сполучення.
За даними Index of Economic Freedom, The Heritage Foundation, USA 2001, ВВП становить $24 млрд. Темп зростання ВВП — (-2,5 %). ВВП на душу населення — $12921. Прямі закордонні інвестиції — $1,8 млрд. Імпорт (продовольство, будівельні матеріали, машини, готовий одяг) — $12,6 млрд (в тому числі США — 24,0 %, Японія — 18 %, Німеччина — 9,3 %, Велика Британія — 9,2 %, Італія — 6,9 %). Експорт (нафта і нафтопродукти, добрива і креветки) — $ 10,8 млрд (в тому числі Японія — 32,0 %, США — 20,02 %, Нідерланди — 10,0 %, Сінгапур — 9,7 %, Пакистан 6,6 %).

## Політика
Кувейт — член ООН, ОПЕК (з 1960 року), ОАПЕК (з 1968 року), Ради співпраці країн Перської затоки (з 1981 року), а також Ліги араб. держав (з 1961 року).

### Зовнішня політика
Закордонні справи Кувейту вирішуються на рівні Міністерства закордонних справ. Перше бюро зовнішньополітичного відомства створено в 1961 році. Кувейт став 111-ю державою-членом ООН у травні 1963 року. Він є давнім членом Ліги арабських держав і Ради співробітництва країн Перської затоки.
До війни в Перській затоці Кувейт був єдиною «прорадянською» державою в цьому регіоні. Кувейт діяв як провідник для СРСР щодо інших арабських держав і використовувався для демонстрації переваг прорадянської позиції. У липні 1987 року Кувейт відмовився дозволити військові бази США на своїй території. В результаті війни в Перській затоці відносини Кувейту з США (основний союзник поза НАТО) покращилися. Кувейт також є головним союзником АСЕАН і має тісні економічні відносини з Китаєм, одночасно працюючи над створенням моделі співпраці в багатьох сферах

## Культура
Хоча Кувейт знаходиться по сусідству з Саудівською Аравією, мусульманський одяг не є обов'язковим, багато літніх чоловіків
воліють носити кувейтський тауб, щиколоток, білу сорочку з вовни або бавовни, в той час як меншість жінок
носять абайю, чорне покривало, що закриває все тіло, крім кистей та обличчя. Цей наряд підходить для пустельного клімату Кувейту. Західний стиль одягу дуже популярний серед кувейтської молоді.
Морепродукти були основним раціоном жителів Кувейту протягом століть. Араби в регіоні Перської затоки відіграють важливу роль у
торгівлі прянощами між Індією і Європою, спеції залишилися важливим компонентом національної кухні Кувейту. Традиційна кухня
включає в себе кувейтський мачбус діяй, мачбус Лахам, Марак діяй Лахам який запозичений з кухні Південній Азії та арабської кухні.
Імауаш є ще популярною стравою. 74,2 % дорослих у віці 15 років і старше мають надмірну вагу, в результаті чого країна на восьмому місці з ожиріння у світі.
Архітектура Кувейту значною мірою натхненна ісламською архітектурою. Найбільш знаменитим орієнтиром в країні є Кувейтські вежі, розроблені шведським архітектором Суні Ліндстремом в унікальному поєднанні традиційного мінарету і сучасних архітектурних
конструкцій. Будівлю Національних зборів Кувейту було побудовано за проєктом відомого данського архітектора Йорна Утзона.

### Свята
- Національний день Кувейту
- День визволення Кувейту

### Спорт
Футбол — найпопулярніший вид спорту в Кувейті. Футбольна асоціація Кувейту (KFA) є керівним органом футболу в Кувейті. KFA створює чоловічу, жіночу та футзальну національні команди. Кувейтська прем'єр-ліга є вищою лігою кувейтського футболу, де грають вісімнадцять команд. Збірна команда Кувейту була чемпіоном Кубка Азії з футболу 1980 року, посіла друге місце в Кубку Азії з футболу 1976 року і третє місце в Кубку Азії з футболу 1984 року.